# Biroa curvicauda
Biroa curvicauda är en insektsart som beskrevs av Willemse, C. 1961. Biroa curvicauda ingår i släktet Biroa och familjen vårtbitare. Inga underarter finns listade i Catalogue of Life.